# Cotesia pappi
Cotesia pappi är en stekelart som beskrevs av Inanc 2002. Cotesia pappi ingår i släktet Cotesia och familjen bracksteklar. Inga underarter finns listade i Catalogue of Life.